# Castello di Montecchio Emilia
Das Castello di Montecchio Emilia ist eine mittelalterliche Niederungsburg in der Gemeinde Montecchio Emilia in der italienischen Region Emilia-Romagna.

## Geschichte
In einem Dokument von 1114, das von Mathilde von Canossa unterzeichnet wurde, findet sich der erste Hinweis auf die Burg, die dank ihrer strategisch bedeutenden Lage am Bachlauf der Enza eine wichtige Funktion im Verteidigungssystem innehatte, die die Canossas in den Vorbergen des Apennins projektiert hatten.
Im 13. Jahrhundert wurde die Burg von der Stadt Parma eingenommen, die jedoch lange mit den benachbarten Herrschaften und Bistümern um ihren Besitz kämpfen musste. 1247 fiel das ghibellinische Parma in die Hände der Guelfen, aber Montecchio blieb kaisertreu. So erhielten also die Vicedominis das Kommando über die Burg, die sie bis 1348 in ihrem Besitz hatten. 1317 zerstörte und demontierte sie Giberto III. da Correggio und 1348 gab sie Obizzo III. d’Este an die Viscontis auf, die die früheren Feudalherren vertrieben, dort einen ihrer Vikare einsetzten und die Burg endgültig befestigten.
1426 wurde ließ Agnolo della Pergola die Burg restaurieren. Zwischen 1440 und 1455 wurden verschiedene Bauarbeiten durchgeführt, ebenso wie unter der nachfolgenden Herrschaft von Guido Torelli und der D’Estes, die Montecchio 1486 endgültig besetzten.
1638 setzte sich in der Burg Luigi I. d’Este als Markgraf von Montecchio fest. Unter ihm wurde die Burg oft umgebaut; so wurden die 1649 die Gräben der Burg geschlossen, die das Gebäude am Umfang umgaben.
Zwischen 1813 und 1823 wurden die Vorhallen auf der Rückseite, zum Platz hin, errichtet.

## Beschreibung
Die Burg beschließt nach Westen hin das historische Zentrum von Montecchio Emilia. Sie hat einen unregelmäßigen, vierseitigen Grundriss, der sich durch die verschiedenen Umbauten im Laufe der Jahrhunderte ergab. Der älteste Teil, also der mit der Uhr, entstand in der Zeit von Mathilde von Canossa. Beide Türme sind oben vollständig von Zinnen umgeben.